# H.M. Eddie and Sons
H.M. Eddie and Sons es la empresa de Viveros creadores de obtentores y cultivadores de híbridos de rosas que fue creada por Henry M. Eddie.

## Historia
Henry M. Eddie llegó a la Columbia Británica en 1910 y trabajó por primera vez en la industria de frutas en una granja en Haney. En el periodo de la Primera Guerra Mundial, llegó a Chilliwack y trabajó primero como gerente y luego como vicepresidente de los Viveros "B.C. Nurseries" en Sardis.
En 1926, el Sr. Eddie comenzó a preparar sus terrenos de cultivo de rosas para su propio negocio de vivero. En 1927, Eddie & Sons Ltd. se inauguró en colaboración con sus tres hijos. La firma tiene su sede de operaciones en 789 Trans-Canada Highway, y después en el 40939 West Yale.
Desde sus inicios, la firma original de Eddie se especializó en el desarrollo de las rosas y se incluye una línea completa de plantas de vivero. Incluso antes de aventurarse por su cuenta, el Sr. Eddie era conocido como "Rose King of Canada". Su nueva empresa distribuyó rosales a través de Canadá. En su primer año, la empresa vendió el doble de rosas de las que vendió previamente con "B.C. Nurseries".
La expansión de los Eddie se produjo poco después de la incorporación a la empresa Eddie de la superficie comprada a "PC Evans" de "Sumas Prairie", arrendados de "Arthur Zink". Con el tiempo la empresa Eddie compró 10,6 hectáreas (26 acres) ½ de los terrenos de "Arthur Zink".  Toda la tierra se utilizaría como espacio de cultivo y se estimó que durante la temporada de cultivo manejarían 500 000 plantas. Para agosto de 1927, los campos de cultivo de rosales de Eddie en Sardis fueron las mayores de su tipo en Canadá, con 7,2 hectáreas (18 acres) en el cultivo y otros artículos de vivero que ocupan 8,8 hectáreas (22 acres). La expansión se llevó a cabo además en los Estados Unidos a través de los Estados de Washington y Oregón.
Los Eddie no se especializan en un tipo de rosa determinado e inicialmente cultivaron más de 300 variedades, incluyendo los antiguos favoritos rosales y modernos. Fue esta combinación de rasgos distintivos de las rosas antiguas y nuevas lo que pueden haber sido la impronta y contribución de los Eddie al legado de la rosa mediante la creación de plantas nuevas y mejores. No solo llevaron a cabo estas actividades con las rosas, sino también con frutas y otras plantas ornamentales. 
Los rosales de Eddie tuvieron una gran demanda y en 1938 una firma de Nueva York les compraron 15 000 rosales. Poco tiempo después, la "T. Eaton Company of Winnipeg" les compró 14 000 rosales de sus mercados, y prefiriendo pagar un precio más alto que el que se pagaba por las variedades importadas más baratas.
Durante la década de 1930, los viveros de Eddie crearon el "most perfect rose" (la rosa más perfecta), conocida como el cultivar 'Mrs. H.M. Eddie' ®, 
siendo la primera rosa canadiense en ser patentada en los Estados Unidos. La rosa era blanca con un centro crema, grande, hermoso, y podría durar entre seis y siete días después del corte. La rosa se convirtió en uno de los ejemplares cultivados en el "National Rose Garden of Britain" en 1936 y también se cultivó en París.
La hibridaciones de rosas se produjeron en el intervalo de 1932 a 1967 con los nombres de hibridadores ® "H.M. Eddie" y  ® "J.M. Eddie." Entre sus mayores logros se encuentran las rosas 'Crimson Eddie' ® y 'Eddie's Jewel' ®.
En febrero de 1946, la empresa de Eddie adquirió 32 hectáreas (80 acres) en "Lulu Island", cerca de Steveston, ya que no fueron capaces de ampliar las operaciones de cultivo en Chilliwack. Veinticuatro hectáreas (60 acres) de tierra de cultivo de Eddie se perdieron en el Distrito de Chilliwack por graves inundaciones en ese momento. Se pensaba que iba a tardar dos años para que la empresa recuperara su oficina y plantaciones.
Parece, sin embargo, que la rama de Eddie en Chilliwack fue finalmente absorbida por "Murray & Wood", que continuó en los negocios a nivel local, hasta alrededor de 1977, cuando la empresa se convirtió en "EJ Murray & Son Nursery". En 1985, la empresa ya no aparece en los directorios locales.

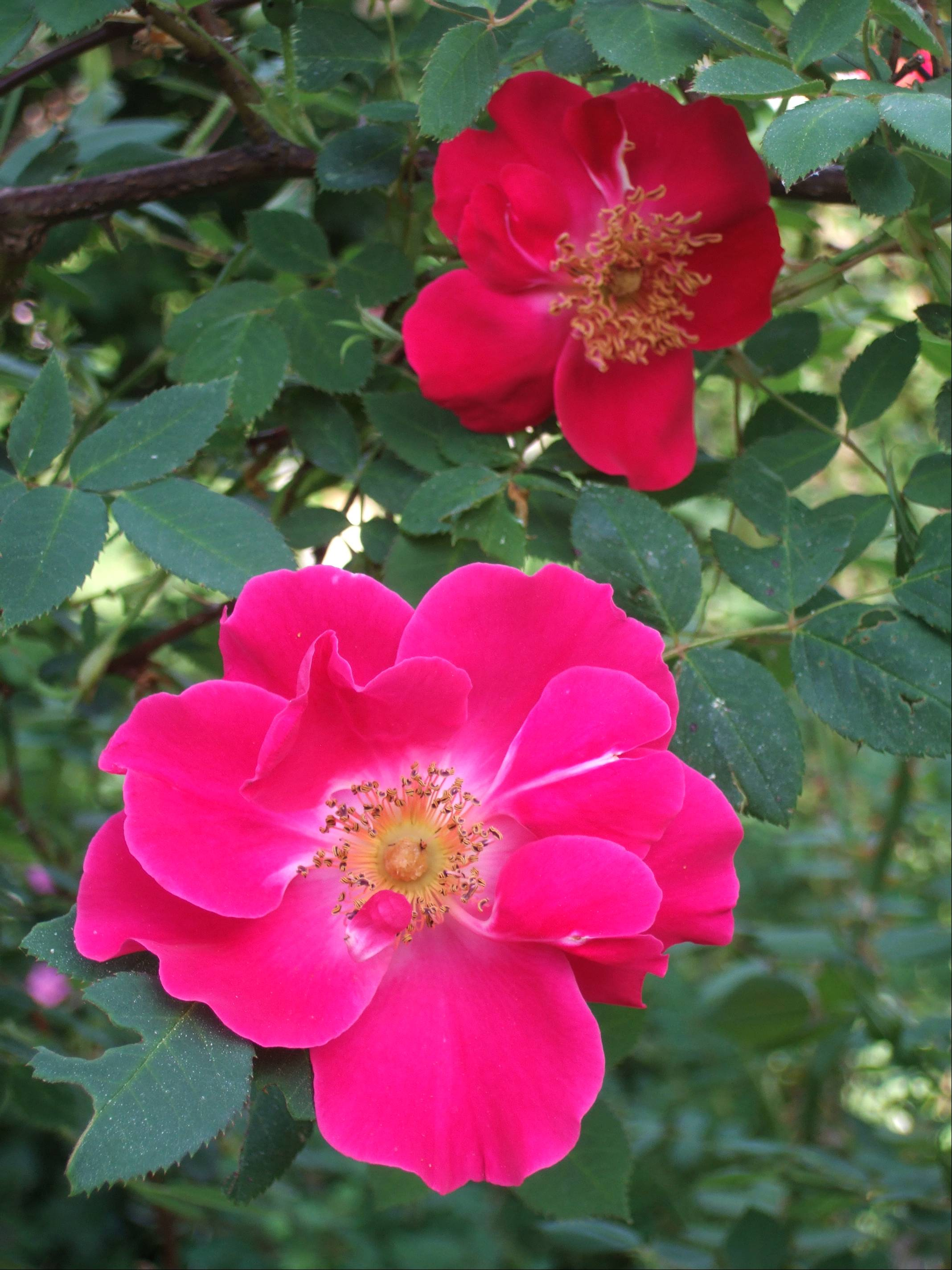
Rosa 'Eddie's Jewel', Eddie 1962.